# Agroeca kamurai
Agroeca kamurai är en spindelart som beskrevs av Hayashi 1992. Agroeca kamurai ingår i släktet Agroeca och familjen månspindlar. Inga underarter finns listade i Catalogue of Life.